# Esteban Pi Figuerola
Esteban Pi Figuerola (Villena, 1927) es un pintor de formación autodidacta. Ha participado en exposiciones regionales y nacionales.
Su obra ha estado enfocada preferentemente hacia la composición de figuras, así como el retrato. Con todo, ha pintado también paisajes y bodegones. Entre sus obras más destacadas se encuentran: Maternidad, Jugadores de naipes y Libertad, igualdad y fraternidad.